# Lipiny (Litwa)
Lipiny (lit. Liepynai) – wieś na Litwie, w okręgu wileńskim, w rejonie wileńskim, w gminie Niemież.

## Historia
Pod zaborami zaścianek; w II Rzeczypospolitej dwa zaścianki Lipiny I i Lipiny II (nazywane także Lipiny-Podlipki).
W XIX i w początkach XX w. położone były w Rosji, w guberni wileńskiej, w powiecie wileńskim, w gminie Rudomino. Po I wojnie światowej pod administracją polską, w Zarządzie Cywilnym Ziem Wschodnich. W latach 1920–1922 w składzie Litwy Środkowej.
Od 11 kwietnia 1922 leżały w Polsce, w województwie wileńskim, w powiecie wileńsko-trockim, w gminie Rudomino. W 1931 miejscowość liczyła:
- Lipiny I – 46 mieszkańców, zamieszkałych w 7 budynkach,
- Lipiny II – 29 mieszkańców, zamieszkałych w 6 budynkach[2].

Po II wojnie światowej w granicach Związku Sowieckiego. Od 1991 na niepodległej Litwie.